# Ďumbier (národní přírodní rezervace)
Ďumbier je národní přírodní rezervace v katastrálním území obce Liptovský Ján v okrese Liptovský Mikuláš v Žilinském kraji na Slovensku. Území bylo vyhlášeno v roce 1973 a jeho rozloha je 2043,76 hektaru. Předmětem ochrany je hlavní hřeben a severní svahy hory Ďumbier s glaciálním reliéfem (kary, ledové kotle) na převažujícím žulovém podloží a s porosty horského, alpínského a subalpínského vegetační stupně s převahou smrku nad bukem.
Rezervace zahrnuje východní svahy Krakovy hole a Tanečnice, severní svahy Ďumbiera, vrch Štiavnici a západní svahy Rovné hole. Je součástí národního parku Nízké Tatry. Chráněným územím vede modrá turistická značka vedoucí z Liptovského Jána dolinou Štiavnica na Štefánikovu chatu.